# Loděnice (Fluss)
Die Loděnice, auch Loděnický potok, am Mittellauf Kačák bzw. Kačický potok (deutsch Lodenitz, auch Lodenitzer Bach, Katschitzer Bach) ist ein linker Nebenfluss der Berounka in Tschechien.

## Verlauf
Die Loděnice entspringt im Hügelland Džbán in einer Höhe von 497 m. ü. M. am Osthang des Džbán (536 m. ü. M.), einen Kilometer südwestlich des Ortes Kroučová. Auf seinem zunächst in östliche Richtung führenden Lauf wird der Bach zwischen Řevničov, Třtice und Mšec in einer Kaskade von Teichen gestaut. Anschließend wendet sich der Bach nach Südosten, an seinem Lauf über die Slánská tabule (Schlaner Tafel)  liegen Lodenice, Čelechovice, Čelechovický Mlýn, Kačice, Srby, Vaňkovka, Mrákavy, Kamenné Žehrovice, Doksy und Družec.
Danach windet sich die Loděnice in einem tief eingeschnittenen Tal mit zahlreichen Schleifen durch die Křivoklátská vrchovina; auf diesem Abschnitt wird sie auch als Kačák bezeichnet. Über Nový Mlýn, Pod Dojkou, Na Rybárně, Dolní Bezděkov, Mostecký Mlýn, Roučmídův Mlýn, Poteplí, Proškův Mlýn, Malé Kyšice, Kysický Mlýn, Hřebenka, Dědkův Mlýn, Okrouhlík, Červený Mlýn, Markův Mlýn, Dolní Podkozí, Podkozí, Rejnov, Chrbiny, Kalousův Mlýn, Nenačovice, Pece I und Chrustenice erreicht ihr Lauf Loděnice, wo sie sich nach Südwesten wendet.
Der Unterlauf der Loděnice führt in großen Mäandern in südlicher Richtung durch den Böhmischen Karst. Im Tal des Baches liegen die Ortschaften Jánská, Černidla, Sedlec, Svatý Jan pod Skalou und Hostim. In der Siedlung V Kozle zwischen Tetín und Srbsko mündet die Loděnice unterhalb des Burgstalls Hostím in die Berounka.
Bei Kačice wird der Bach von der Bahnstrecke Praha–Chomutov und bei Srby von der Anschlussbahn der ehemaligen Steinkohlenzeche Tuchlovice überbrückt. Zwischen Doksy und Družec führt die Schnellstraße R 6 über die Loděnice. Südlich von Loděnice wird die Loděnice von der Autobahn D 5 und der Bahnstrecke Beroun–Rudná u Prahy überquert.
Die Loděnice hat ein Einzugsgebiet von 271,1 km² und eine Flusslänge von 61,1 Kilometer. Seine durchschnittliche Wassermenge in der Mündung beträgt 0,53 m³/s. Der größte Zufluss ist der Černý potok mit einer Länge von 7,7 km.

## Zuflüsse
- Louštínský potok (r), im Bucký rybník bei Třtice
- Račský potok (l), im Červený rybník bei Mšec
- Mšecký potok (l), im Červený rybník bei Mšec
- Žehrovický potok (r), unterhalb von Lodenice
- Novodvorský potok (r), bei Čelechovický Mlýn
- Lipinský potok (r), bei Čelechovice
- Strašecký potok (r), unterhalb von Čelechovice
- Tuchlovický potok (r), bei Srby
- Rozdělovský potok (l), im Hrázský rybník bei Doksy
- Výskyta bzw. Zlivský potok (r) bei Na Rybárně
- Lhotecký potok (r), bei Dolní Bezděkov
- Žlábek (r), bei Roučmídův Mlýn
- Černý potok (l), bei Markův Mlýn
- Rymáňský potok (l), oberhalb von Dolní Podkozí
- Starý potok (l), Dolní Podkozí
- Chyňavský potok (r), unterhalb von Podkozí
- Drahelčický potok (l), unterhalb von Nenačovice
- Přílepský potok (r), bei Pece I
- Krahulovský potok (l), am Bahnhof Loděnice

## Teiche
- Třtický rybník, Bucký rybník (25,8 ha), Punčocha, Mlýnský rybník und Pilský rybník bei Třtice
- Červený rybník (22,22 ha) bei Mšec
- Lodenický rybník (22,47 ha) bei Lodenice
- Malé Záplavy bei Srby
- Turyňský rybník (51,02 ha) bei Srby, er ist die größte Wasserfläche im Okres Kladno
- Nohavice bei Doksy
- Hrázský rybník bei Doksy
- Fischhälter bei Dolní Podkozí

## Landschafts- und Naturschutz
An seinem Oberlauf fließt der Bach durch den Naturpark Džbán.
Südlich von Třtice ist ein Sumpfgebiet an der Loděnice als Naturreservat V bahnách geschützt. Das Sumpfland um den Teich Malé Záplavy bei Srby bildet das Naturdenkmal Záplavy. Bei Doksy liegt im Tal der Loděnice des Naturdenkmal Kalspot und bei Družec das Naturdenkmal Pod Veselovem.
Zwischen Doksy und Chrustenice erstreckt sich am mittleren Lauf der Loděnice einschließlich ihrer Seitentäler der Naturpark Povodí Kačáku. Im Abschnitt zwischen Mostecký Mlýn und Poteplí bildet das Tal der Loděnice die nördlichen Grenze des Landschaftsschutzgebietes Křivoklátsko. Bei der gleichnamigen Wassermühle liegt das Naturdenkmal Markův mlýn.
Der Unterlauf der Loděnice führt ab Jánská durch das Landschaftsschutzgebiet Český kras. Teile des Tales gehören zum Nationalen Naturreservat Karlštejn.